# والتر رپه

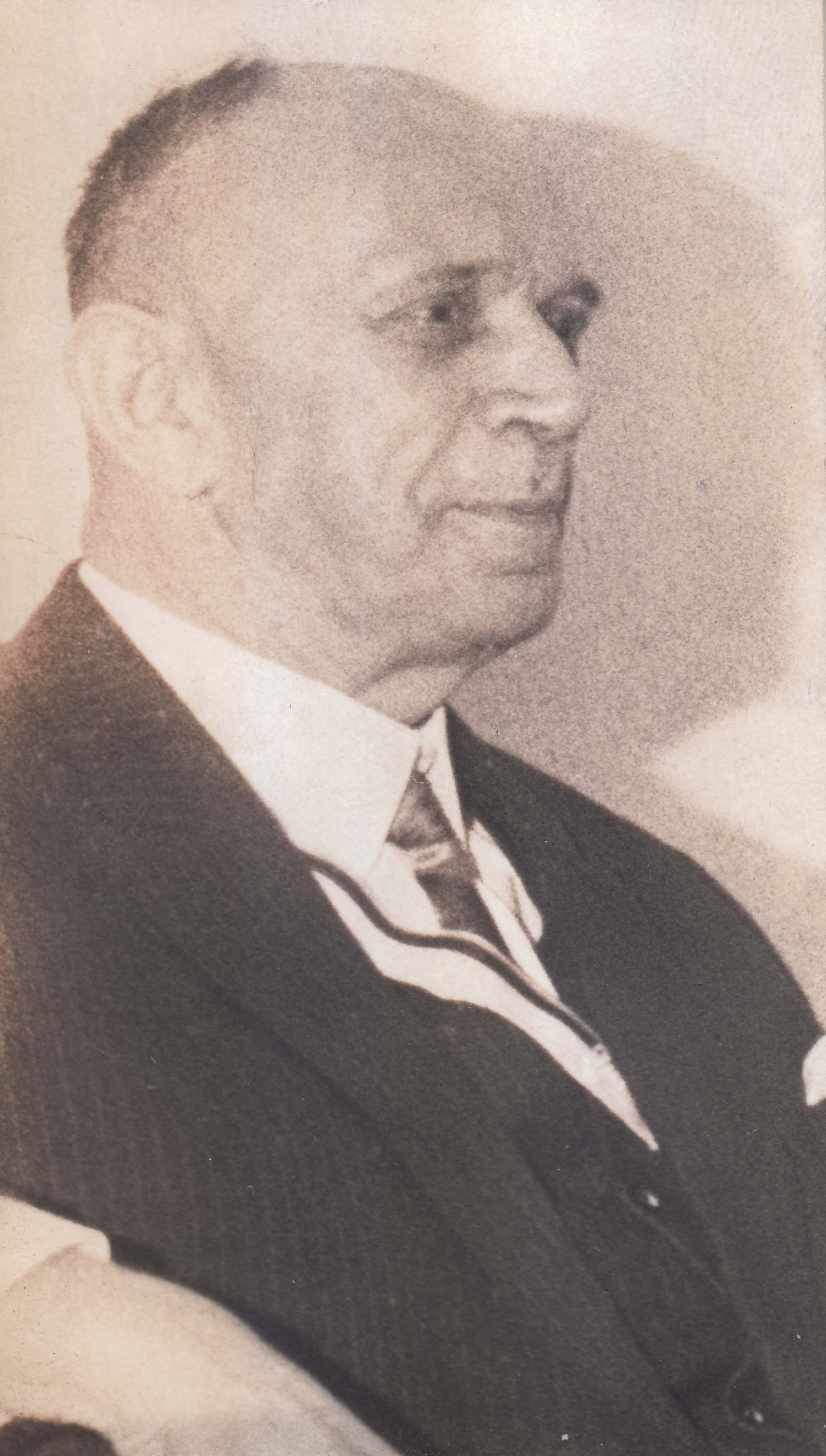
والتر رپه

والتر رپه (آلمانی: Walter Reppe؛ ۲۹ ژوئیهٔ ۱۸۹۲ – ۲۶ ژوئیهٔ ۱۹۶۹) یک شیمی‌دان اهل آلمان بود.